# Charles Graux (Politiker)
Charles Alexandre Louis Graux (* 4. Januar 1837 in Brüssel; † 22. Januar 1910 in Ixelles/Elsene) war ein belgischer Jurist und liberaler Politiker.

## Biografie
Nach dem Schulbesuch studierte er Rechtswissenschaft und war nach seiner Promotion zum Doktor der Rechtswissenschaften zunächst als Rechtsanwalt und später als Professor an der Université Libre de Bruxelles tätig. Graux war darüber hinaus auch Mitgründer der Zeitungen La Liberté und Ligue de l'Enseignement sowie Herausgeber von La Discussion.
Seine politische Laufbahn begann er als Vertreter der Liberal in der Abgeordnetenkammer. Im Juni 1878 wurde er von Premierminister Walthère Frère-Orban zum Finanzminister in dessen Kabinett berufen und gehörte diesem sechs Jahre bis zum Ende von Frère-Orbans Amtszeit im Juni 1884 an.
Für seine politischen Verdienste wurde er am 7. Mai 1900 mit dem Ehrentitel Staatsminister ausgezeichnet.